# Phil Seymour

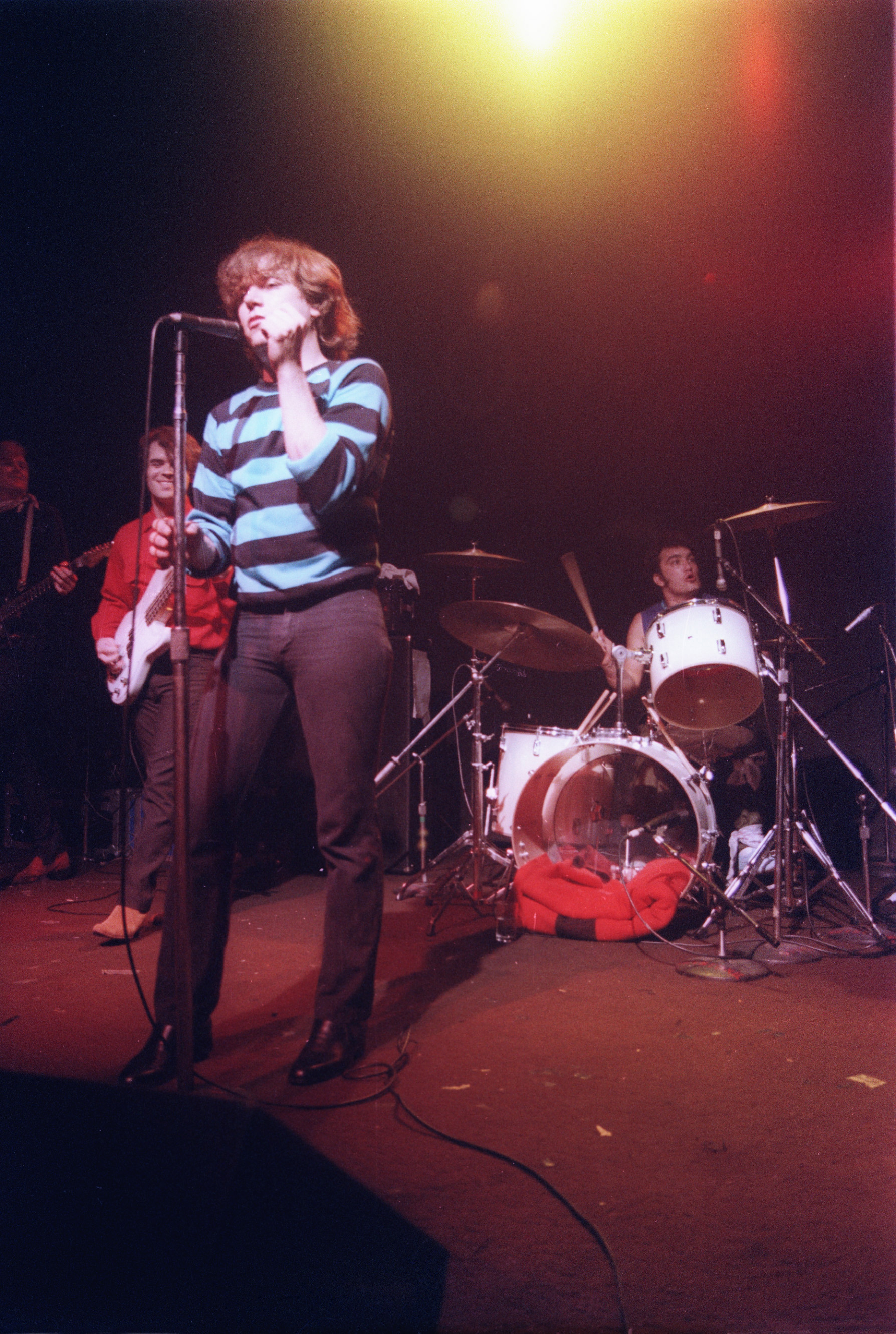
Phil Seymour, 1982.

Phil Seymour, född 15 maj 1952 i Oklahoma City, Oklahoma, död 17 augusti 1993 i Tarzana, Kalifornien, var en amerikansk sångare, låtskrivare, gitarrist och trumslagare. Han var medlem i The Dwight Twilley Band under åren 1974-1978. Gruppen var mest känd för hitlåten "I'm on Fire" från 1975. Seymour startade sedan en solokarriär. Han skrev kontrakt med Boardwalk Records där hans självbetitlade debutalbum gavs ut. Det blev en ganska stor framgång och nådde plats 64 på amerikanska albumlistan samt plats 46 på svenska albumlistan. Albumet innehöll låten "Precious to Me" som blev en amerikansk hit och nådde plats 22 på Billboard Hot 100. Ett andra studioalbum utkom 1982 men Seymour lyckades inte upprepa framgången med det föregående albumet. Strax därpå gick bolaget i konkurs och Seymour stod utan kontrakt. 
Han diagnostiserades med cancer under 1980-talet och avled till följd av sjukdomen 1993, 41 år gammal.